# Elisabeth Brown-Miller
Elisabeth Brown-Miller dite Lisa Brown-Miller (née le 16 novembre 1966 à Union Lake (en) dans l'État du Michigan et morte le 2 mai 2025) est une joueuse américaine de hockey sur glace qui évoluait dans la sélection nationale féminine en tant qu'attaquante. Elle a remporté une médaille d'or olympique aux Jeux d'hiver de 1998.

## Biographie

### Carrière
Lisa Brown joue quatre ans pour les Friars de Providence avant de prendre sa retraite sportive en 1989, année où elle est nommée joueuse de l'année.
Elle connaît pourtant sa première sélection en équipe des États-Unis de hockey sur glace féminin en 1990, date de création de la sélection. Elle obtient la médaille d'or olympique aux Jeux d'hiver de 1998 à Nagano.
En parallèle de ses sélections en équipe nationale, elle entraîne l'équipe de hockey sur glace féminin des Tigers de Princeton de 1991 à 1997.

### Décès
Elizabeth Brown-Miller meurt le 2 mai 2025 à l'âge de 58 ans.

## Statistiques
| Année | Équipe     | Compétition          |                            | PJ                         | B                          | A                          | Pts                        | Pun                        | +/-               |  | Résultat |
| 1990  | États-Unis | Championnat du monde | Statistiques indisponibles | Statistiques indisponibles | Statistiques indisponibles | Statistiques indisponibles | Statistiques indisponibles | Statistiques indisponibles | Médaille d'argent |  |          |
| 1992  | États-Unis | Championnat du monde | 5                          | 2                          | 6                          | 8                          | 8                          |                            | Médaille d'argent |  |          |
| 1994  | États-Unis | Championnat du monde | 5                          | 3                          | 4                          | 7                          | 2                          | +6                         | Médaille d'argent |  |          |
| 1997  | États-Unis | Championnat du monde | 5                          | 1                          | 0                          | 1                          | 14                         |                            | Médaille d'argent |  |          |
| 1998  | États-Unis | Jeux olympiques      | 6                          | 1                          | 2                          | 3                          | 2                          | +6                         | Médaille d'or     |  |          |